# ثيودور آرثر بوروز
ثيودور آرثر بوروز هو شخصية أعمال وسياسي كندي، ولد في 15 أغسطس 1857 في أوتاوا في كندا، وتوفي في 18 يناير 1929 في وينيبيغ في كندا. نشط حزبياً في الحزب الليبرالي الكندي. وقد انتخب Lieutenant Governor of Manitoba ‏ (1926 – 1929).